# Дороті Лавінія Браун
Дороті Лавінія Браун також відома як Dr.D. (англ. Dorothy Lavinia Brown, 7 січня 1914 - 13 червня 2004 рр.) — американський хірург афроамериканського походження, політична діячка, письменниця та освітянка. Перша жінка-хірург з південного-сходу США. Перша жінка, обрана до Палати представників Теннесі.

## Біографія
Браун народилася у Філадельфії, штат Пенсільванія, та була передана в сиротинський притулок в м. Трої, Нью-Йорк, у п’ять місяців її матір'ю Едною Браун. Дороті жила в інтернаті до 12 років. Закінчивши середню школу, відвідувала коледж Беннетта. Кошти заробляла в цей період як домашня помічниця. Їй допомогла жінка-методистка з відділу християнської служби, яка була прийнята до Американського коледжу хірургів, де вона отримала бакалаврський ступінь в 1941 р.
Починати кар’єру Браун допомагала лікарям у Другій Світовій війні. Вона працювала інспекторкою у департаменті армії Рочестера. Браун була головним хірургом у нині неіснуючої лікарні Ріверсайд у Нешвіллі з 1957 по 1983 рік. У 1966 році вона стала першою афроамериканською жінкою, яку обрали до Генеральної асамблеї штату Теннессі. У 1968 році після відходу від політики Браун повернувся до того, щоб стати штатною лікаркою у лікарні Ріверсайд. Вона також була професором хірургії в Мехарському медичному коледжі та консультувалася з Національними інститутами здоров’я в Національній консультативній раді з питань серця, легенів та крові. Поряд із підтримкою жінок у медицині, Браун також мав великий вплив у боротьбі за права кольорових народів і була довічною членкинею Національної асоціації сприяння розвитку кольорових людей (NAACP).
У 1956 році Браун удочерила дитину неодруженої пацієнтки в лікарні Ріверсайд. Пацієнтка благала Дороті прийняти її, оскільки не могла підтримувати дитину без чоловіка, і знала, що Браун буде чудовою матір'ю. Браун стала першою відомою самотньою жінкою в штаті Теннессі, яка законно удочерила дитину, яку назвала Лолою Деніз Браун на честь своєї прийомної матері. Пізніше вона усиновила хлопчика Кевіна. Браун була членкинею Об'єднаної методистської церкви.
У 1959 році стала третьою жінкою серед стипендіатів Американського коледжу хірургів, першою афроамериканською жінкою, яку обрали на цю стипендію. Отримала почесні докторські ступені в Коледжі Рассела Сейджа в Трої, Нью-Йорк, а також у коледжі Беннетта в Грінсборо, штат Північна Кароліна. Зокрема, отримала почесні диплом з гуманітарних наук від коледжу Беннетта та університету Камберленда. Браун була членкинею опікунської ради в коледжі Беннетта. Браун також була удостоєною премії Гораціо Алджера в 1994 році і гуманітарної премії Фонду Карнегі в 1993 році.
Дороті Браун померла в Нашвілі, штат Теннессі, у 2004 році від серцевої недостатності.